# خلية عصبية مرآتية
شبكة العصبونات المرآتية هي شبكة من الخلايا العصبية في الدماغ ذات خاصية معينة. هذه الخاصية هي أن مدى نشاط هذه الخلايا (نشاط كهروكيميائي) أو مدى تفعيلها عند مشاهدة عمل معين يكون هو نفسه أو مشابها لمدى التفعيل الناتج عن القيام بها بالفعل. أي أنها تنشط عندما يقوم كائن حي أو عندما يلاحظ الكائن نفس الإجراء يقوم به كائن آخر. سميت بهذا الاسم لتشابه وظيفتها مع عمل المرآة حيث تنقل الصورة.

## اكتشاف الخلايا العصبية المرآتية
تم اكتشاف هذه الظاهرة وهذه العصبونات عن طريق العالم الإيطالي Giacomo Rizzolatti خلال اختبارات قام بها على قردة من فصيلة المكاك حيث لاحظ في مقطع F5c للدماغ الكبير من دماغ هذه القردة تفعيلا للخلايا الدماغية عند مشاهدتها حركات معينة يشابه التفعيل المتولد حين تقوم القردة بنفس هذه الحركة. بالنسبة لقردة المكاك تمت ملاحظة هذه الخلايا في جهة القشرة الماقبل الحركي (بالإنجليزية: Premotor Cortex) كما تم ملاحظة نفس الظاهرة وخلايا مشابهة لدى الإنسان في جهة ما يسمى مركز بروكا (مركز اللغة في الدماغ).

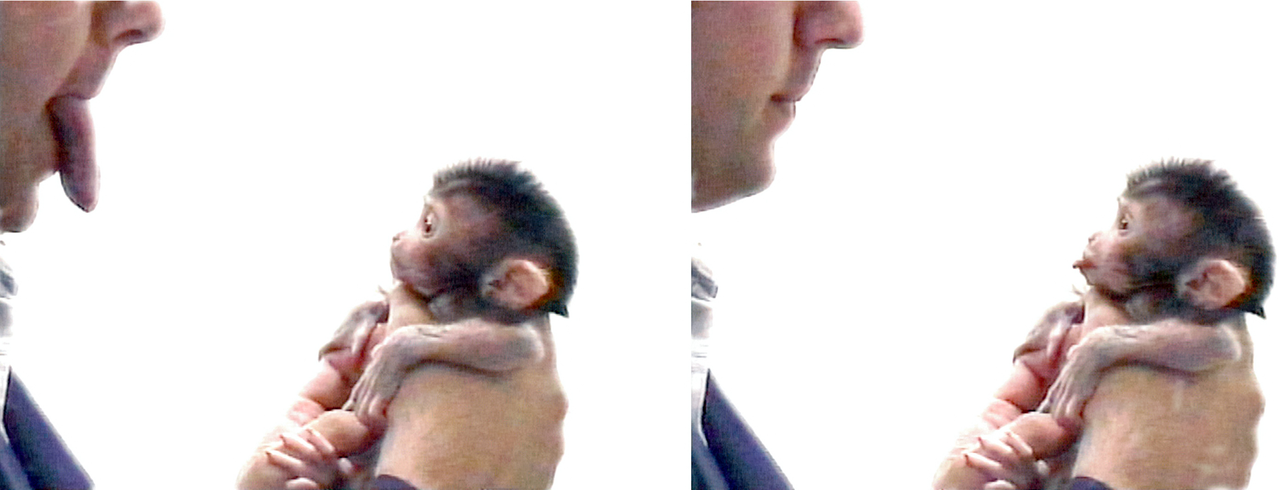
قرد يقلد حركة إنسان. ما مدى دور العصبونات المرآتية في قدرته على ذلك؟

## الخلايا العصبية المرآتية في القرود
الحيوان الوحيد الذي تمت دراسة الخلايا العصبية المرآتية منفردة فيه هو قرد المكاك. في هذه القرود، يعتقد أن الخلايا العصبية المرآتية تستخدم للتوسط في فهم سلوك الحيوانات الأخرى.

## وظيفة الخلايا العصبية المرآتية
وظيفة الخلايا العصبية المرآتية في المكاك غير معروفة. يبدو أن القردة الكبيرة لا تتعلم عن طريق المحاكاة. تشير التجارب الأخيرة إلى أن المكاك الرضيع يمكن أن يقلد حركات وجه الإنسان إلا انه ليس معروفاً ما إذا كانت الخلايا العصبية المرآتية وراء هذا السلوك.
في القردة الكبيرة، قد تمكن الخلايا العصبية المرآتية القرد من فهم ما يقوم به قرد آخر، أو التعرف على عمل القرود الأخرى.
تعمل الخلايا العصبية المرآتية كالرادار، وتنظم العمل بينها وبين بعضها. وتقوم هذه الخلايا بمراقبة وتحليل ما يجري للآخرين قبل أن تظهر بأعراض معينة في الوجه كتقلص عضلات ألوجهه مع الابتسامة أو الغضب
طرح اكتشاف هذه الظاهرة عدة أسئلة وجعل العلماء يضعون الكثير من النظريات التي ما زال جلها يحتاج إلى التأكيد. في حين تصل دراسات أخرى إلى أن هذه الخلايا هي السبب في ضحك شخص ما حين يشاهد شخصاً آخر يضحك (ظاهرة كاربنتر) وصولاً إلى تفسير بعض الظواهر الثقافية. كما يربطها بعض العلماء بمرض التوحد حيث يتوقعون خللاً في هذه العصبونات.

## وصلات خارجية
- http://www.jneurosci.org/cgi/content/short/26/50/13067
- http://www.newscientist.com/article.ns?id=dn4901
- http://www.wissenschaft.de/sixcms/detail.php?id=155366
- http://www2.unipr.it/~gallese/keysersetal2003.pdf